# 훠젠화
훠젠화(중국어 정체자: 霍建華, 간체자: 霍建华, 병음: Huò Jiànhuá, 한자음: 곽건화, 1979년 12월 26일 ~ )는 중화민국의 배우, 가수이다.

## 출연 작품

### 영화
- 28세 미성년 - 마오 역
- 진실금지구역 - 치우리 / 티안유 역
- 치명도수: RESET - 최이후 역
- 착미장
- 그날은 오리라

### 드라마
- 선검기협전 3 (타이저우 라디오 및 텔레비전 방송국) - 서장경 / 고류방 / 임업평 역
- 화천골 (후난위성 TV) - 백자화 / 묵빙선 역
- 여의 담윤현 (드래곤 TV)